# Mexikanische Fußballnationalmannschaft (U-17-Juniorinnen)
Die mexikanische U-17-Fußballnationalmannschaft der Frauen repräsentiert Mexiko im internationalen Frauenfußball. Die Nationalmannschaft untersteht der Federación Mexicana de Fútbol Asociación und wird seit April 2022 von Ana Galindo trainiert.
Die Mannschaft tritt bei der U-17-Nord- und Zentralamerikameisterschaft und der U-17-Weltmeisterschaft für Mexiko an. Hinter den USA zählt das Team mit einem Sieg und vier zweiten Plätzen bei der Nord- und Zentralamerikameisterschaft zu den erfolgreichsten U-17-Nationalmannschaften der CONCACAF. Bei der U-17-Weltmeisterschaft erreichte die mexikanische Auswahl mit dem Vize-Weltmeistertitel 2018 ihr bisher bestes Ergebnis.

## Turnierbilanz

### Weltmeisterschaft
| Jahr   | Gastgeber               | Platzierung        |
| ------ | ----------------------- | ------------------ |
| 2008   | Neuseeland              | nicht qualifiziert |
| 2010   | Trinidad und Tobago     | Gruppenphase       |
| 2012   | Aserbaidschan           | Gruppenphase       |
| 2014   | Costa Rica              | Viertelfinale      |
| 2016   | Jordanien               | Viertelfinale      |
| 2018   | Uruguay                 | Vizeweltmeister    |
| 2021 1 | Indien 1                | – 1                |
| 2022   | Indien                  | Gruppenphase       |
| 2024   | Dominikanische Republik | Gruppenphase       |

### Nord- und Zentralamerikameisterschaft
| Jahr   | Gastgeber                    | Platzierung                     |
| ------ | ---------------------------- | ------------------------------- |
| 2008   | Trinidad und Tobago          | Halbfinale                      |
| 2010   | Costa Rica                   | 2. Platz                        |
| 2012   | Guatemala                    | 3. Platz                        |
| 2013   | Jamaika                      | Nord- und Zentralamerikameister |
| 2016   | Grenada                      | 2. Platz                        |
| 2018   | Nicaragua Vereinigte Staaten | 2. Platz                        |
| 2020 2 | Mexiko 2                     | – 2                             |
| 2022   | Dominikanische Republik      | 2. Platz                        |
| 2024   | Mexiko                       | 2. Platz                        |

## Vizeweltmeister
Mit der folgenden Mannschaft bestritt Mexiko das WM-Finale 2018 gegen 
Spanien:

Jaidy Gutiérrez – Reyna Reyes, Tanna Sánchez Carretero, Ximena Ríos, Nicole Pérez (c) – Alison Gutiérrez (77. Fátima Arellano), Anette Vázquez (46. Nayeli Díaz), Nicole Soto – Natalia Mauleón, Silvana Flores, Denise Castro (70. Aylin Aviléz).

Tore: 0:1 (15. Minute) und 0:2 (26. Minute) jeweils Claudia Pina, 1:2 (28. Denise Castro)